# Musée des arts appliqués (Cologne)
Pour les articles homonymes, voir Musée des arts appliqués.

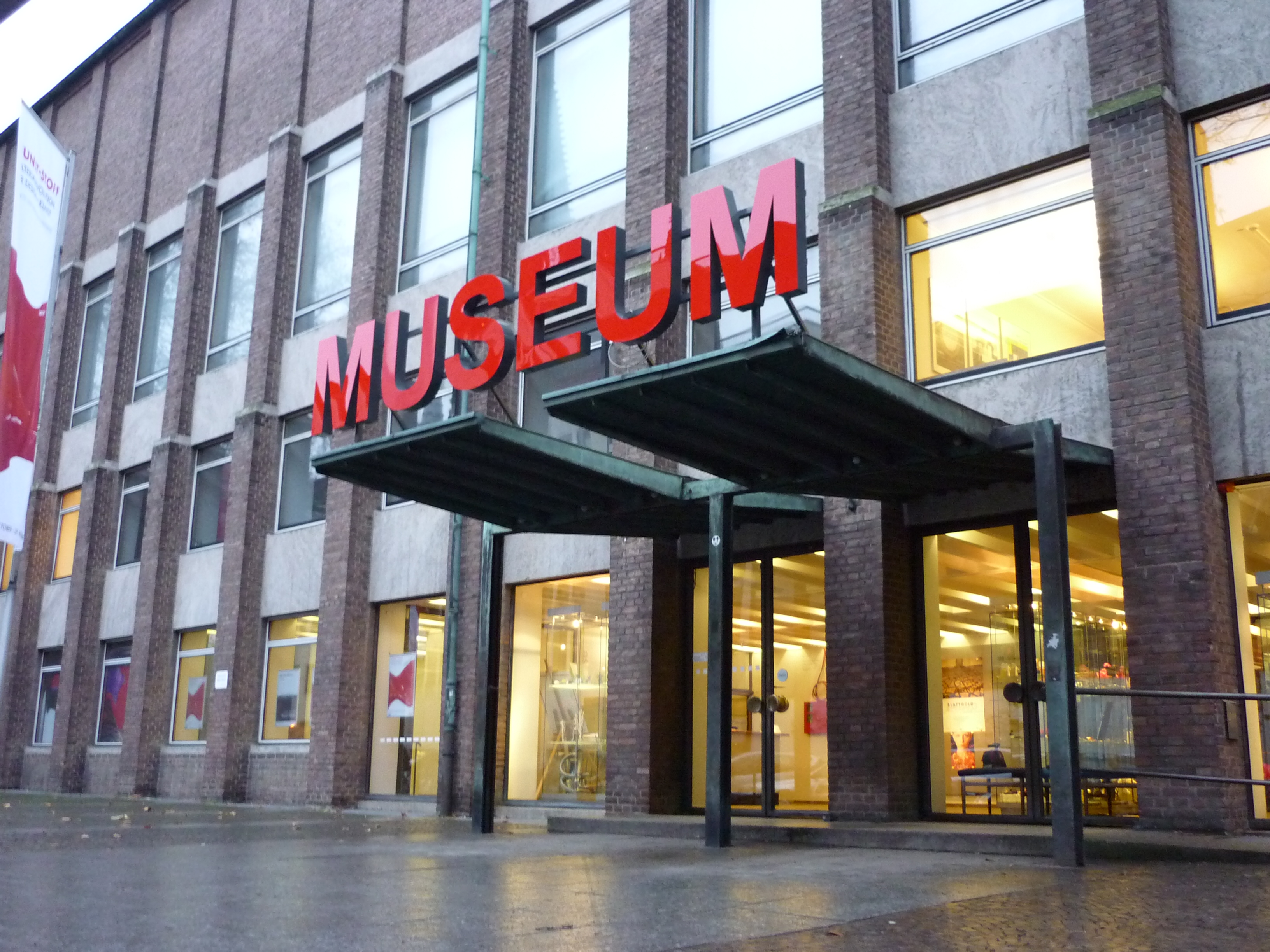
Le Museum für Angewandte Kunst.

Le musée des arts appliqués (Museum für Angewandte Kunst Köln) ou MAKK est un musée situé au centre de Cologne, en Allemagne.

## Collections
- Marcel Breuer
- Piet Mondrian
- Theo van Doesburg